# Victoria County (New Brunswick)
Victoria County ist ein County in der kanadischen Provinz New Brunswick. Der Verwaltungssitz ist die Ortschaft Perth-Andover. Das County hat 18.617 Einwohner.
2011 betrug die Einwohnerzahl 19.921 und erstreckt sich über ein Gebiet von 5503,9 km². Die Bevölkerungsdichte betrug 3,6 Einwohner/km².
Die Wirtschaft des County basiert vor allem auf der Landwirtschaft.
Der wichtigste Fluss des County ist der Saint John River. Die höchste Erhebung ist der 636 Meter hohe Bald Peak.

## Gemeinden und Städte

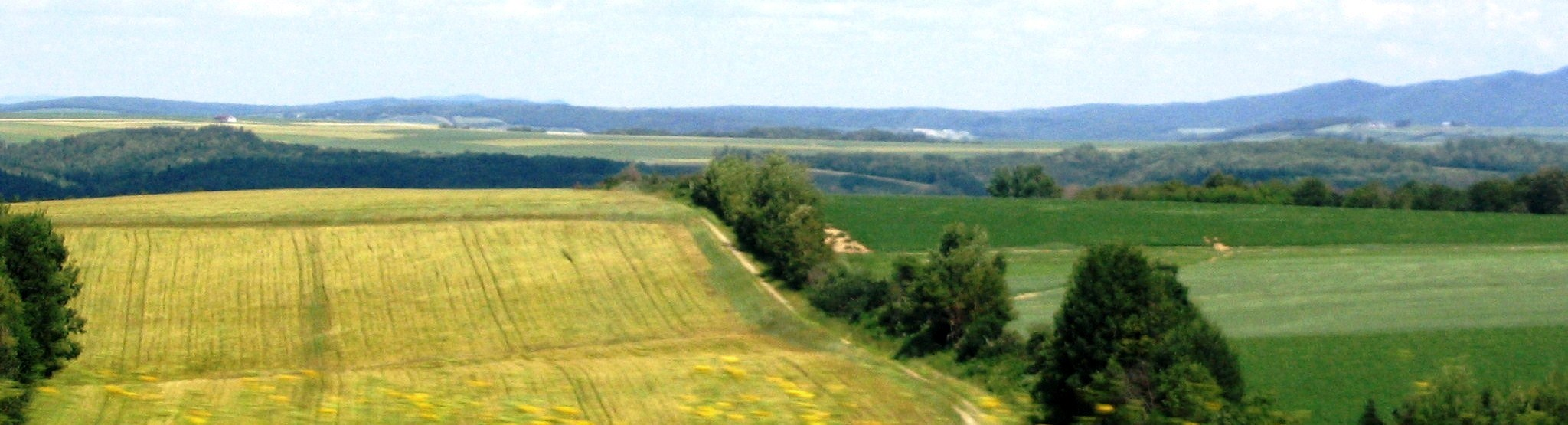
Landschaft in der Nähe von Aroostook

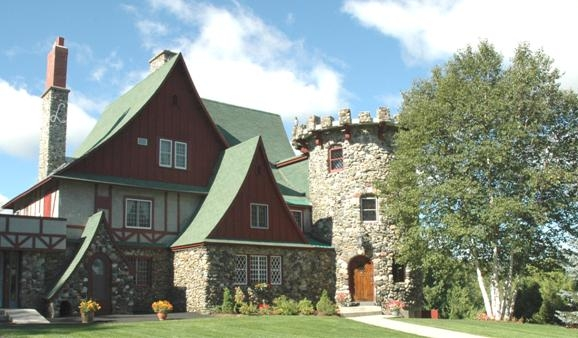
Die Burg Inn in Perth-Andover

Victoria County besteht aus fünf Landkreise (aufgelistet nach Einwohnerzahl - 2011 Census).
| Name          | Status | Fläche km2 | Einwohner |
| ------------- | ------ | ---------- | --------- |
| Grand Falls   | Stadt  | 18,06      | 5706      |
| Perth-Andover | Dorf   | 8,89       | 1778      |
| Plaster Rock  | Dorf   | 3,09       | 1135      |
| Drummond      | Dorf   | 8,91       | 775       |
| Aroostook     | Dorf   | 2,24       | 351       |

## Kirchengemeinden
Das County ist in sieben Kirchengemeinden (Parishes) unterteilt (aufgelistet nach Einwohnerzahl - 2011 Census).

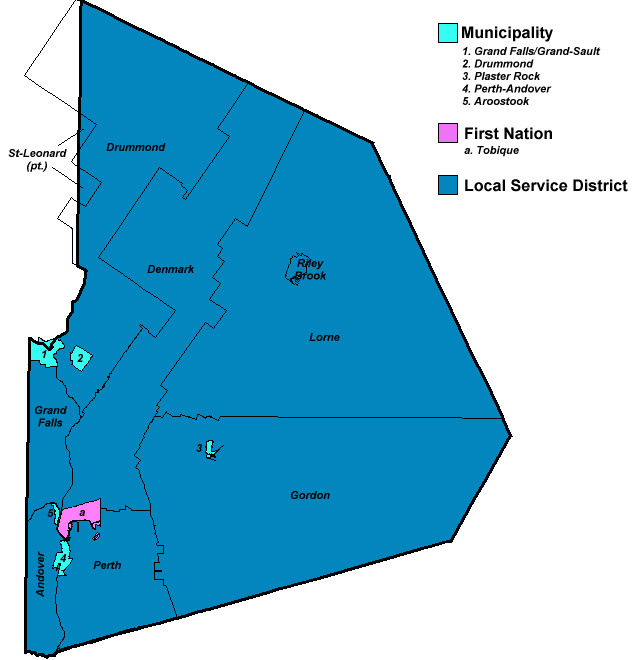
Gemeindeaufteilung von Victoria County

| Name               | Status | Fläche km2 | Einwohner |
| ------------------ | ------ | ---------- | --------- |
| Drummond Parish    | Parish | 1014,93    | 2250      |
| Gordon Parish      | Parish | 1431,61    | 1567      |
| Denmark Parish     | Parish | 750,74     | 1592      |
| Perth Parish       | Parish | 318,07     | 1096      |
| Grand Falls Parish | Parish | 158,43     | 1172      |
| Andover Parish     | Parish | 123,67     | 942       |
| Lorne Parish       | Parish | 1640,36    | 518       |

## First Nations
Es gibt ein First-Nations-Reservat (aufgelistet nach Einwohnerzahl - 2011 Census).
| Name       | Status   | Fläche km2 | Einwohner |
| ---------- | -------- | ---------- | --------- |
| Tobique 20 | Reservat | 24,94      | 1039      |

## Galerie

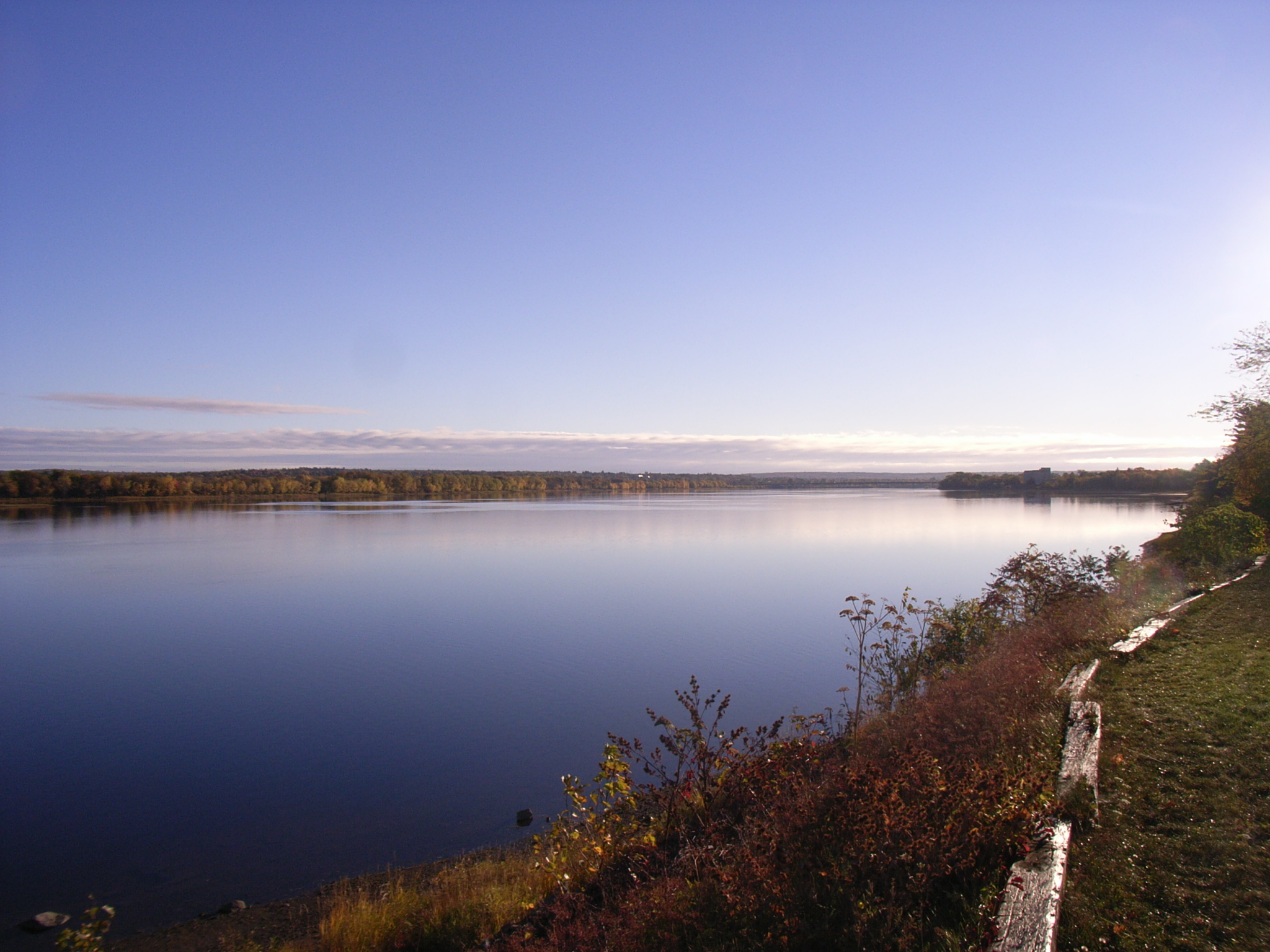
Der Saint John River
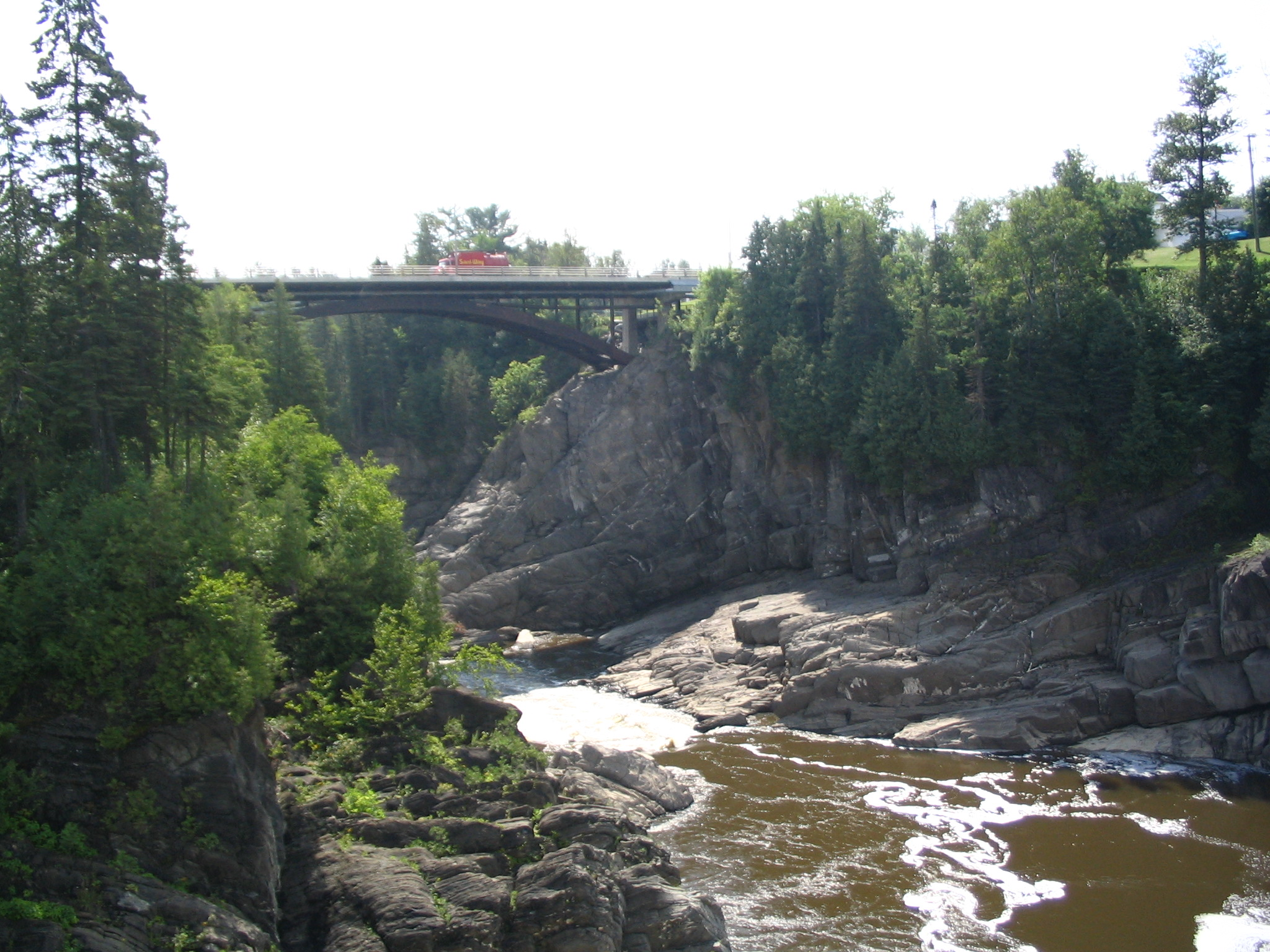
Grand Falls/Grand-Sault
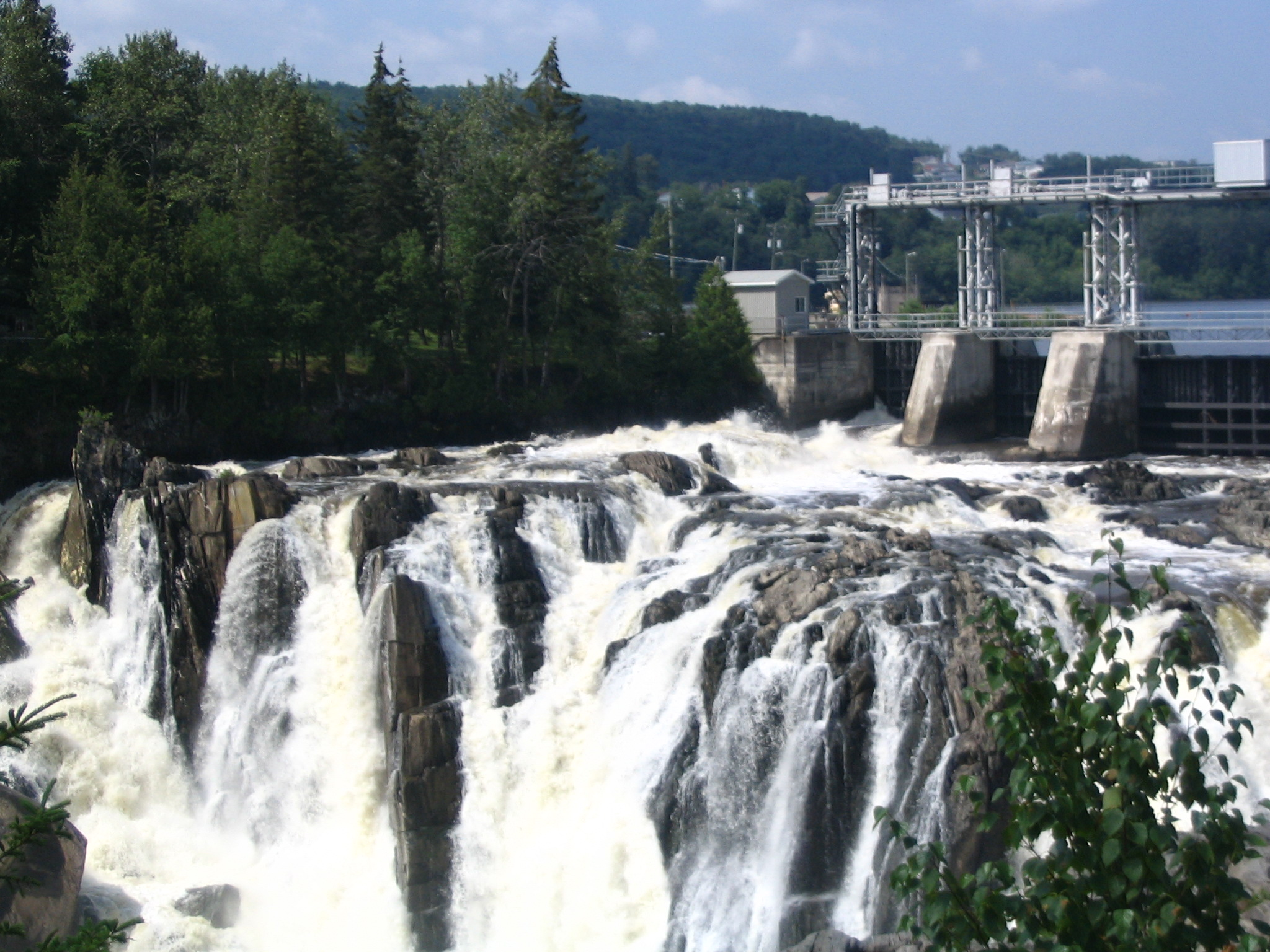
Wasserkraftwerk in Grand Falls/Grand-Sault